# Vassmolösa landsfiskalsdistrikt
Vassmolösa landsfiskalsdistrikt var 1918–1964 ett landsfiskalsdistrikt i Kalmar län, bildat när Sveriges indelning i landsfiskalsdistrikt trädde i kraft den 1 januari 1918, enligt beslut den 7 september 1917. Den 1 januari 1965 avskaffades i Sverige samtliga landsfiskaler och landsfiskalsdistrikt, och deras arbetsuppgifter delades upp på de nyskapade indelningarna polisdistrikt, åklagardistrikt och kronofogdedistrikt.
Landsfiskalsdistriktet låg under länsstyrelsen i Kalmar län.

## Ingående områden
När Sveriges nya indelning i landsfiskalsdistrikt trädde i kraft den 1 oktober 1941 (enligt kungörelsen den 28 juni 1941) tillfördes kommunerna Arby och Hagby från det upplösta Karlslunda landsfiskalsdistrikt. När Sveriges nya indelning i landsfiskalsdistrikt trädde i kraft den 1 januari 1952 (enligt kungörelsen 1 juni 1951) ändrades distriktets omfattning.

### Från 1918
Södra Möre härad:
- Hossmo landskommun
- Ljungby landskommun
- Mortorps landskommun
- Oskars landskommun
- Sankt Sigfrids landskommun

### Från 1 oktober 1941
Södra Möre härad:
- Arby landskommun
- Hagby landskommun
- Hossmo landskommun
- Ljungby landskommun
- Mortorps landskommun
- Oskars landskommun
- Sankt Sigfrids landskommun

### Från 1 januari 1952
- Ljungbyholms landskommun
- Mortorps landskommun
- Södermöre landskommun